# ZIP kod
Zip kôd (eng. ZIP Code) je poštanski broj kojim se služi Poštanski servis SAD (USPS) u sustavu koji je uveo 1963. godine. Riječ ZIP je pokrata od Zone Improvement Plan; izabrali su ga radi učinkovitijeg putovanja pošte i bržeg kretanja (eng. zip along - 1. gibati se vrlo brzo 2. pokrenuti se 3. smjesta otići) kad pošiljatelji se složue kodom u poštanskoj adresi. Osnovni se format sastoji od petorih znamenaka. Prošireni kôd ZIP+4 uveden je 1983. godine i u njemu je pet znamenaka ZIP kôda iza kojih je spojnica i četiri dodatne znamenke koje referenciraju još točniju lokaciju.
Izraz ZIP Code Poštanski servis SAD izvorno je bio registriraokao uslužnu marku, ali otad je registracija istekla.